# 한국의 도교 의식
도교는 교조(敎祖)가 없이 모든 자연 종교(自然宗敎) 또는 민족 고유 종교(民族固有宗敎)라고 함이 타당하다. 그 의식과 수행법에 있어서도 중국 문화권에 포함되는 여러 민족은 그 민족 고유 종교에다 중국의 불로장생(不老長生)한다는 신선술(神仙術)의 방기(方技)를 수용(受容)하여 후세 사람들이 선도(仙道) 또는 도교(道敎)라 한 것인데, 사실상 선도와 도교는 별개의 것으로 풀이되어야 한다.
한국 고대에 있어서도 이미 고유 민족 신앙에 선도적(仙道的) 흐름이 있었고 그 후 중국에서 성립 도교(成立道敎)가 유입되면서 도교라는 종교적 풍(風)이 생겼으며, 중국 역시 장각(張角)이 태평도(太平道)라는 교단(敎團)을 성립시킬 때만 해도 선도적 요소(仙道的要素)는 채용된 흔적이 없이 오직 무축(巫祝)적 통속 신앙에 의하여 치병(治病)하고 부록을 사용하여 마신(魔神)을 쫓는 등 일반 민중에 영합하기 위한 행위로 시종되었다. 그러다가 6조시대(六朝時代)에 와서야 본격적으로 도교에 선도가 유합된 기록이 있음에 비추어 이것도 다른 종교(불교·유교 등)에 대응하기 위한 방편으로서 결국은 각기 별개의 것으로 봐야 할 것이다.
그러나 도교에서의 의식(儀式)이나 수행법(修行法)은 오직 자기를 단련하여 불로불사(不老不死)의 목적 달성을 위한 방기(方技)이지만 구극적으로는 신인합일(神人合一)의 경지에 도달하는 의미가 같기 때문에 종교 목적과 합치될 수 있는 것이다. 노자(老子)나 장자(莊子)에 의하면, <도(道)>와 일체(一體)가 되면 우주(宇宙)를 변혁시킬 수 있는 능력을 얻게 되지만 그렇다고 함부로 행사해서는 안 된다고 했으며, 도의 체득은 가르쳐서 되는 것이 아니라 스스로의 체험에 의하여 얻어지는 것이기 때문에 우민대중(愚民大衆)은 불가하다고 한다. 또 도인(導引)·복기(服氣)·벽곡 등 모든 방기(方技)는 고도의 수련과 인내가 필요하며 지도자가 꼭 있어야 하고, 그것은 철두철미 엄한 기술 단련을 요하므로 오직 비전(秘傳)·구결(口訣) 등으로 구전심수(口傳心授)했기 때문에 일반 대중에게는 미치지 못하는 것으로 전해진다.

## 상고시대
한국의 단군 신화에 나타난 원시 종교에서도 선도적 설화(仙道的說話)를 얼마든지 볼 수 있다. 인간이 되고자 원하는 곰(熊)과 범(虎)이 환웅(桓雄)에게 빌어 한 줌의 영애(靈艾)와 마늘을 얻어 먹고 굴 속에서 햇빛을 금한 지 삼칠일(三七日) 만에 곰은 사람이 되었으나 범은 금기를 지키지 못하여 뜻을 이루지 못하였다. 사람이 된 웅녀(熊女)는 다시 신단수(神壇樹) 아래서 잉태하기를 빌었더니, 환웅이 거짓 화하여 혼인하고 아들을 낳게 하여 이를 곧 단군왕검(檀君王儉)이라 했다. 이러한 설화(說話) 중 인간으로 변하는 방법으로서 주술(呪術)이 행하여졌고, 신시(神市)를 벌이고 아들 낳기를 기원하였다는 것은 당시의 사회가 충분히 무축시대(巫祝時代)였음을 보여주는 것이다. 고대에는 사람들이 오직 하늘에 제사(祭祀)하였음이 일반적이겠으나, 점차 대상을 넓게 하여 모든 귀신(鬼神)에게도 제사하는 애니미즘(animism)의 도교적 자연 숭배 사상의 세계관을 가지게 되어 소원을 하늘에만 빌지 않고 여러 귀신에게까지 제의(祭儀)를 올렸던 것이다.
상고시대의 제천의식(祭天儀式)은 대부분 부족 집단이 참여하는 대규모의 것이었고 제주(祭主)는 으레 도사(道士)에 가름되는 무당의 직능을 가진 신읍(神邑)의 장이 담당하였다. 삼국 시대에 외래 종교인 도교와 불교가 전래되면서 고유의 민족 신앙은 차츰 이를 수용하여 쇠퇴하고 무속적(巫俗的) 신앙으로 도교(道敎)화하여 민중 속으로 깊이 파고들었다. 특히 신라 초기에는 샤머니즘(shamanism)이 심각하여 천명(天命)을 받은 존장(尊長)은 무자(巫者)로 인식되었고, 그 직능은 사제자(司祭者)·무의(巫醫)·예언자로 구분되어 중국 도교에서도 볼 수 있는 무축(巫祝)·참위(讖偉)·의방(醫方)·신선술(神仙術)과 흡사해졌으며 이것은 뒷날 서로가 융합하는 데 쉬운 요소가 되기도 했다.

## 고려·조선
고려·조선에 내려오면 도교적 수행이나 의식은 크게 두 갈래로 나눠서 볼 수 있는데, 중국 문화가 본격적으로 들어오면서부터의 수행 방법은 완전히 중국 도교를 채용하여 신라선파(新羅仙派)의 수행이나 고려 조정에서 행한 각종 의식 중에는 궐정초제(闕庭醮祭)·노인성제(老人星祭)·본명성수초(本命星宿醮)·북두초(北斗醮)·태일초(太一醮)·성변기도초(星變祈禱醮)·백신초(百神醮)·삼계신초(三界神醮)·오온신제(五瘟神祭)·단성제천(檀城祭天)·수경신(守庚申)·조병육정초(助兵六丁醮) 등이 있었다. 이같은 초제는 중국의 재초(齋醮)와 교사(敎司)에 비교되는데, 명산대천(名山大川)에 단(壇)을 쌓고 제사지냈으며 그때 올리는 축문(祝文)을 초제청사(醮祭靑詞)라 하여 도교를 상징하는 푸른 종이에 축을 썼던 것이다.
조선 때도 고려조와 마찬가지로 대청관(大淸觀)과 소격전(昭格殿)을 설치하여 각종 초제(醮祭)를 지냈으며, 조선단학파(朝鮮丹學派)라 일컫는 선비들도 중국에서 들어온 각종 도서(道書)에 의하여 수행하였다. 이때 채용된 것으로는 《노자도덕경(老子道德經)》을 기본으로 했으나 《주역참동계》·《포박자》·《황정경(黃庭經)》 등 많은 방술(方術) 위주의 도서가 쓰여졌고, 상류 사회의 이같은 의식·수행과는 달리 서민 대중에게는 무축(巫祝)적 민속으로 흡수되어 갖가지 의식이나 수행법이 전해졌다. 조선 때의 민간 의식으로서는 고려 때부터 전래하던 가택행사(家宅行事)가 많이 채용되었고, 왕실에서는 소격전초제(昭格殿醮祭)로서 개복신초(開福神醮)·청명초(請命醮)·도병초(禱病醮)·기우초(祈雨醮)·본명초재(本命醮齋)·진병초(鎭兵醮)·오도태일초(五道太一醮)·마 리산제천(摩利山祭天) 등이 행하여졌다.

## 현대
현대에 들어와서는 조선 중엽부터 성행하였던 맹인의 도술적 복점(卜占)과 독경업(讀經業)이 널리 민간에 신봉되어, 연례 행사(年例行事)로서 안택(安宅)을 빌고 단체 행사로서는 부락단위(部落單位)의 동제(洞祭)·당산제(堂山祭)·성황제(城隍祭) 등이 합하여졌다. 이는 모두 노천제(露天祭) 형식을 본떠 중국의 교사(郊祠)나 왕실의 초제를 방불케 한다. 뿐만 아니라 각종 신흥 종교(新興宗敎)에서도 도교적 의식과 수행을 채용하는 곳이 많고 불교 사찰에서도 칠성원군(七星元君)을 모시는 칠성각(七星閣)이 있음은 주목된다. 일관도(一貫道)의 대한도덕회(大韓道德會), 국제도덕협회(國際道德協會)에서는 중국 고대 요순시대부터 하늘에 제사지내던 의식인 구오대례법(九五大禮法)을 그대로 봉행하는 일이 특이하다.

## 같이 보기
- 한국의 도교 사상